# Johannes Criginger
Johannes Criginger (auch Krüginger u. ä.; * August oder September 1521 in Sankt Joachimsthal; † 27. Dezember 1571 in Marienberg) war ein deutscher lutherischer Theologe, Kartograph und Schriftsteller.

## Leben

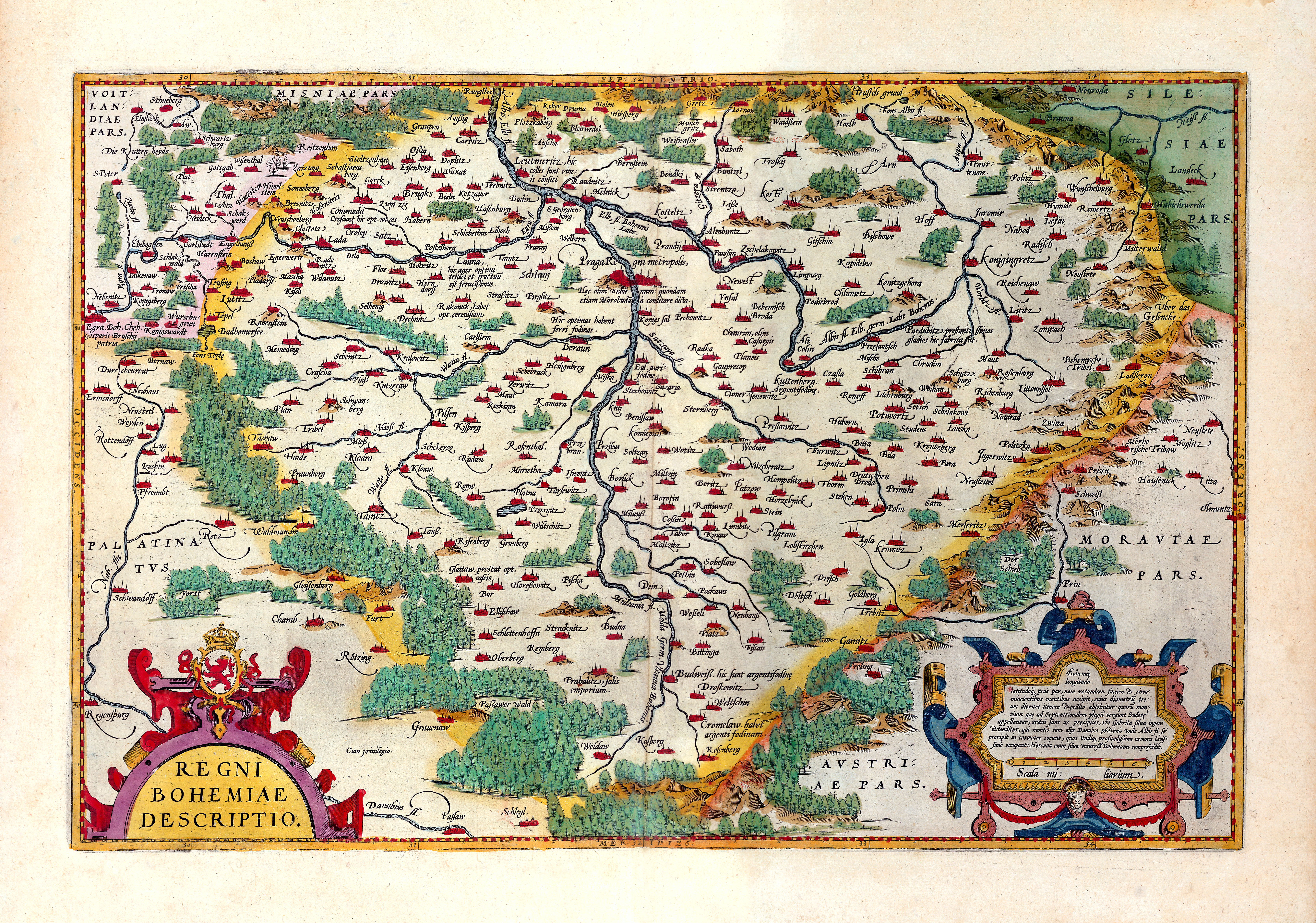
Johannes Criginger: Bohemiae regni chorographica descriptio, 1568

Criginger wurde als Sohn des Ulrich Krüginger (Criginger) geboren. Im November 1538 immatrikulierte er sich an der Universität Wittenberg, wo Martin Luther und Philipp Melanchthon wirkten. Im Sommersemester 1540 wechselte er an die Universität Leipzig und 1541 an die Universität Tübingen. Vorübergehend war er ab 1543 Schulmeister in Crimmitschau und begab sich dann wieder nach Wittenberg, wo er am 4. September 1544 den akademischen Grad eines Magisters der freien Künste erwarb.
1547 finden wir ihn als Hofprediger des Grafen Lorenz Schlick in Luditz und 1548 folgt er einem Ruf als Diakon nach Marienberg, wo er im selben Jahre Ursula, eine Tochter des Hans Meyner, aus Nebanitz bei Eger, heiratete. Dort steigt er in der kirchlichen Hierarchie 1551 zum Archidiakon und 1559 zum Pfarrer an der Marienkirche auf, welches Amt er bis zu seinem Tode verwaltete.
Besonders hervorgetreten ist Criginger als Autor von zwei Bibeldramen. Diese haben einen sozialen Anspruch und erwecken beim Zuschauer in ihrer übertragenen Didaktik Gottvertrauen, Frömmigkeit und Heilszuversicht. Ebenfalls ist Criginger als Kartograph in Erscheinung getreten. Seine Karten, z. B. eine Sachsenkarte von 1567 und eine Böhmenkarte von 1569, fanden in den Ausgaben verschiedener anderer Kartographen Verwendung.
Als 1571 seine Frau starb, heiratete er erneut.